# Emphysème pulmonaire
Pour les articles homonymes, voir emphysème.

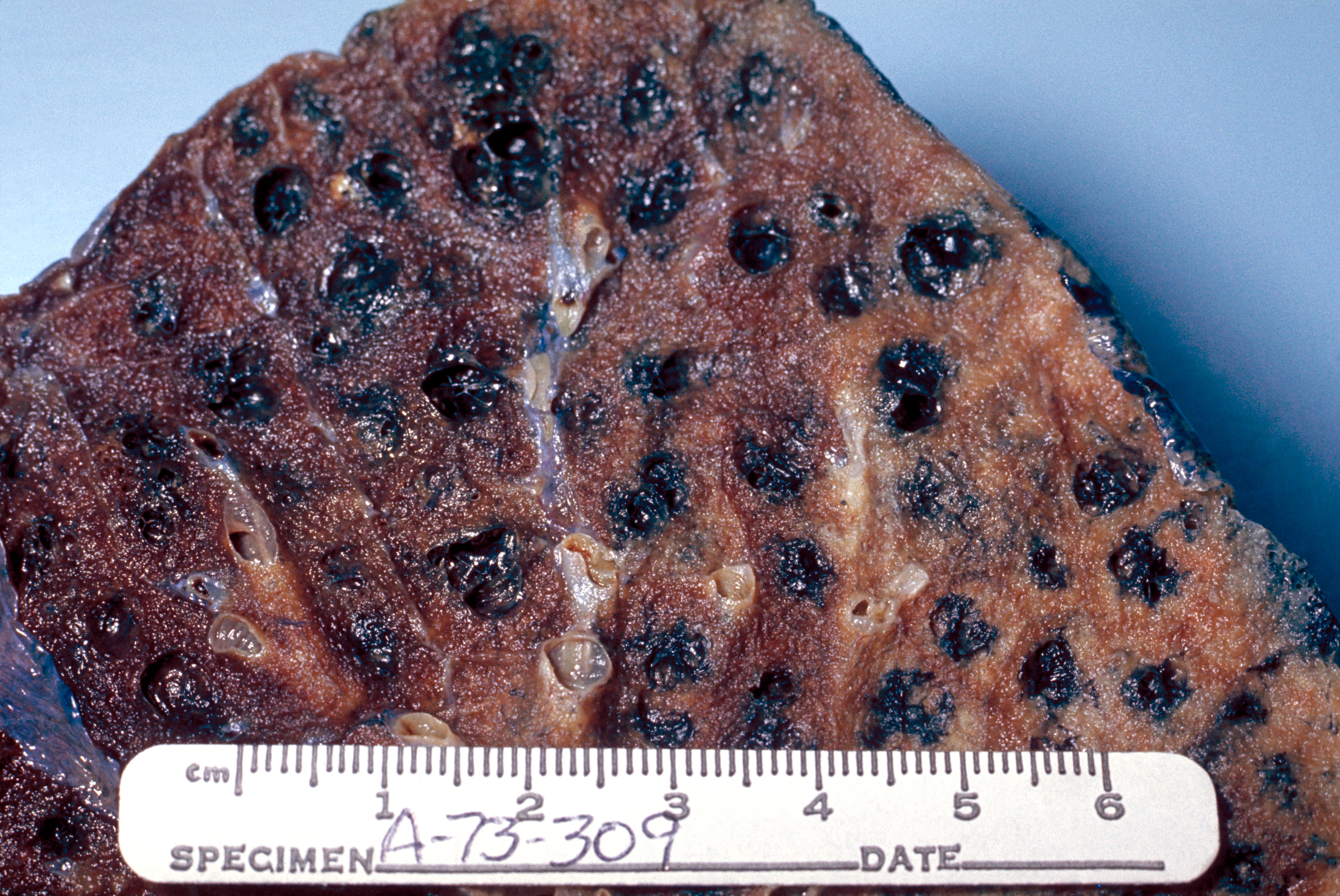
Coupe d'un poumon emphysémateux (emphysème post-tabagique).

L’emphysème pulmonaire (ou plus simplement emphysème) est une maladie pulmonaire des voies aériennes distales caractérisée par la destruction de la paroi des alvéoles (septa). Il est souvent associé à la catégorie des BPCO (ou MPOC).
À l'imagerie, on distingue quatre types d'emphysème :
1. Centrolobulaire ou central, atteignant le centre des lobules secondaires ;
2. Panlobulaire, atteignant la totalité du lobe secondaire ;
3. Paracicatriciel au décours de lésion pulmonaire ;
4. Paraseptal qui est sous-pleural.

## Physiopathologie
Dans la respiration normale, l'air est aspiré à travers les bronches et dans les alvéoles, qui sont de petits sacs entourés par les capillaires. L'oxygène et le CO2 passent les parois des alvéoles et se transfèrent dans le sang et dans l'air alvéolaire respectivement. Lorsque les substances toxiques, telles que la fumée de cigarette, sont inhalées dans les poumons, les particules nocives sont piégées dans les alvéoles, provoquant une réponse  inflammatoire localisée. Les produits chimiques libérés lors de la réponse inflammatoire (par exemple, élastase) peuvent éventuellement provoquer la désintégration du septum alvéolaire. Cette condition, connue sous le nom de rupture septale, conduit à des déformations importantes de l'architecture pulmonaire qui sont responsables de la plupart des manifestations cliniques, . L'événement clé mécanique consécutif à la rupture septale est que la cavité qui en résulte est plus grande que la somme des deux espaces alvéolaires (voir la figure ci-dessous). 

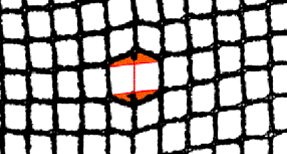
Un filet élastique distendu sur une surface finie peut offrir un modèle bidimensionnel utile pour comprendre les conséquences purement mécaniques de la rupture septale. Le rouge montre l'espace supplémentaire de la nouvelle cavité après la rupture septale due au ré-arrangement des forces élastiques des poumons, nécessairement au détriment de l'espace des mailles saines environnantes (alvéoles)[http://www.fondazionecarrel.org/carrel/thorac/files/enphys/new/emphysema1.html (vidéo)

En effet, en raison du manque de soutien mécanique du septum rompu, le recul élastique des poumons élargit encore ce nouvel espace, nécessairement au détriment du parenchyme sain environnant. En d'autres termes, comme conséquence immédiate et spontanée de la rupture septale, la force élastique du poumon rééquilibre l'expansion du parenchyme sain à un niveau inférieur, en proportion de la quantité de ruptures septales.
Les grandes cavités laissées par la rupture septale sont connues comme des bulles. Ces déformations causent une forte diminution de la superficie utilisée pour les échanges gazeux des alvéoles, ainsi que de la ventilation du parenchyme sain environnant. Il en résulte un facteur de transfert diminué du monoxyde de carbone par le poumon (TLCO). Pour répondre à la diminution de surface, l'expansion de la cage thoracique (thorax en tonneau) et la contraction du diaphragme (aplatissement) ont lieu. L'expiration, qui physiologiquement dépend entièrement du recul  élastique du poumon, dépend de plus en plus de la cage thoracique et de l'action des muscles abdominaux, en particulier dans la phase expiratoire. Du fait d'une ventilation diminuée, la capacité à exsuder le dioxyde de carbone est compromise de manière significative. Dans les cas les plus graves, l'absorption d'oxygène est également réduite.
Comme les alvéoles continuent de se dégrader, l'hyperventilation est incapable de compenser la diminution progressive de surface, et le corps n'est pas capable de maintenir des niveaux élevés d'oxygène dans le sang. Le dernier recours du corps est la vasoconstriction des vaisseaux appropriés. Cela conduit à l'hypertension pulmonaire, ce qui place une pression accrue sur le côté droit du cœur, le côté responsable du pompage du sang désoxygéné vers les poumons. Le muscle cardiaque s'épaissit, afin de pomper plus de sang. Cette condition est souvent accompagnée par l'apparition d'une distension veineuse jugulaire. Finalement, comme le cœur continue à échouer, de plus en plus de sang s'accumule dans le foie.

## Étiologie et pathogénèse
Les deux plus grandes causes de l’emphysème pulmonaire sont :
1. Le tabagisme ou l’enfumement des habitations chauffées au bois (grande majorité des cas et donnant surtout des emphysèmes centrolobulaires et paraseptaux) ;
2. Déficience en alpha-1-antitrypsine d’origine génétique (très rare) donnant des emphysèmes panlobulaires.

La maladie génétique A1AD fournit un aperçu de la pathogenèse de la maladie, même si le manque héréditaire d'A1AT n'est qu'assez rarement responsable de l’emphysème. Lors du siècle dernier, la plus grande partie des études se sont concentrées sur le rôle supposé de l’élastase leucocytaire (ou élastase neutrophile), une protéase sérique trouvée dans les neutrophiles, comme principale responsable dans la destruction des tissus conjonctifs observée dans la maladie. Cette hypothèse, qui vient de l'observation faite l'A1AT[Quoi ?] qui se lie principalement à cette élastase neutrophile et qu'elle en est la principale inhibitrice, est connue comme la théorie « protéase-antiprotéase ». Cette théorie pose donc que les neutrophiles sont des médiateurs importants de la maladie. Néanmoins, des études plus récentes ont mis en lumière la possibilité que d'autres protéases, spécialement certaines metalloprotéases matricielles, sont autant, voire plus impliquées que l'élastase neutrophile dans le développement de l'emphysème non héréditaire. 
Les patients souffrant d'un déficit en alpha-1-antitrypsine (ou A1AD) sont des sujets à risque. L'alpha-1-antitrypsine inhibe en effet des enzymes inflammatoires telles que l'élastase qui détruisent le tissu alvéolaire. Néanmoins, le tabagisme peut lui aussi causer l'emphysème. Le type d'emphysème causés par l'A1AD est connue comme emphysème panlobulaire (impliquant l'ensemble du acinus), par opposition à emphysème centrolobulaire, qui est causée par le tabagisme. L'emphysème panlobulaire affecte généralement les poumons inférieurs, tandis que l'emphysème centrolobulaire affecte les poumons supérieurs. L'A1AD est la cause d'environ 2 % des emphysèmes. La plupart des porteurs de la mutation A1AD ne développent pas les symptômes cliniques d'emphysème, mais le tabagisme et une baisse drastique des niveaux d'A1AT (10-15 %) peuvent déclencher la maladie. L'emphysème léger peut se développer en une forme sévère en peu de temps (1-2 semaines). 
Ces dernières décennies, les recherches sur la pathogenèse de l'emphysème se faisaient sur les animaux. On injectait différentes protéases dans la trachée de plusieurs espèces d'animaux. Ces animaux souffraient alors d'une destruction des tissus conjonctifs, ce qui était pris comme une confirmation de la théorie des protéases-antiprotéases. Néanmoins, il n'est pas possible d'établir un lien de causalité entre la maladie et la destruction des tissus conjonctifs du poumon par ces substances. Des expériences plus récentes et plus pointues technologiquement tentent des approches différentes, impliquant par exemple des manipulations génétiques.

## Manifestations cliniques
La dyspnée d'effort (gêne respiratoire) est le seul symptôme. La pâleur et la fatigue sont parfois associées à la dyspnée. Le thorax est distendu (en forme de tonneau), la respiration rapide et superficielle, l'expiration prolongée.
À l'auscultation, le médecin peut entendre des râles bronchiques. Souvent caractéristique d'une BPCO, l'emphysème s'accompagne souvent d'un profil typique maigre, longiligne, de coloration rose, avec des voies aériennes peu ou pas encombrées.

## Examens diagnostiques
- Exploration fonctionnelle respiratoire (EFR).
- Épreuves de fonction pulmonaire.
- Radiographie pulmonaire.
- Scanner pulmonaire (ou tomodensitométrie) (la radiographie n'est pas suffisante dans certains cas, surtout en dépistage).
- Gaz artériel ou gaz du sang (vérification de l'échange gazeux).

- Biologie : dosage de l'érythropoiétine qui sera élevé.

## Traitement
L'emphysème est une lésion définitive (pas de traitement curatif) mais des traitements symptomatiques (ou prévenant l'aggravation) existent :
- arrêt du tabagisme s'il existe (le plus important des traitements) ;
- bronchodilatateurs d'action prolongée en cas de trouble ventilatoire obstructif confirmé (salbutamol) ;
- antibiotiques en cas d'infections des voies respiratoires (amoxicilline…) ;
- vaccination anti-grippale et anti-pneumococcique ;
- traitement à base d'anti-inflammatoires stéroïdiens (glucocorticoïdes) en cas d'inflammation ;
- kinésithérapie respiratoire ;
- oxygénation artificielle, partielle (à l'effort) ou complète (24h/24) ;
- utilisation de la VNI (ventilation non invasive) pour un meilleur échange gazeux ;
- réentraînement à l'effort ;
- parfois, chirurgie de réduction de volume dans certains emphysèmes bulleux respectant des zones ventilatoires « récupérables »[4]. D'autres techniques d'exclusions peuvent être employées ou sont en cours de test avec de bons résultats sur des cas sélectionnés : valve endobronchique[5] ou dispositifs obstructifs[6] ;
- parfois, transplantation pulmonaire (mono-pulmonaire, bi-pulmonaire ou cœur-poumons).

### Pharmacologique
La plus grande partie de la médication aide les patients atteints d’emphysème à mieux respirer lorsqu’ils pratiquent une activité physique. Les médicaments aident à dilater les bronches, soulager l’essoufflement, diminuer l’inflammation, et permettre un meilleur transfert d’oxygène. Il existe une thérapie d’augmentation de l’alpha-antitrypsine appelée prolastine qui est dérivée du plasma humain et administrée une fois par semaine par injection intraveineuse. Ce traitement est encore à l'étude et est très onéreux mais il semblerait aider les patients à être moins essoufflés à l’exercice et aussi à ralentir la progression de la maladie. Les bronchodilatateurs à courte durée d’action sont utilisés au besoin pour viser un soulagement immédiat, principalement les β2-agonistes. Les anticholinergiques et les méthylxanthines sont désormais moins utilisés en raison d'un rapport bénéfices/risques moins avantageux à cause d'effets secondaires et d'interactions médicamenteuses. Les bronchodilatateurs à longue durée d’action (formotérol (β2 agoniste), bromure de tiotropium, bromure d'ipratropium (anticholinergiques)) sont utilisés plus régulièrement.